# PCHL 1946/47
Die Saison 1946/47 war die elfte reguläre Saison der Pacific Coast Hockey League (PCHL). Meister wurden die Los Angeles Monarchs.

## Teamänderungen
Folgende Änderungen wurden vor Beginn der Saison vorgenommen:
- Die Fresno Falcons wurden als Expansionsteam in die Liga aufgenommen.
- Die Tacoma Rockets wurden als Expansionsteam in die Liga aufgenommen.

## Reguläre Saison

### Abschlusstabellen
Abkürzungen: GP = Spiele, W = Siege, L = Niederlagen, T = Unentschieden, GF = Erzielte Tore, GA = Gegentore, Pts = Punkte

#### North Division
|                        | GP | W  | L  | T | GF  | GA  | Pts |
| ---------------------- | -- | -- | -- | - | --- | --- | --- |
| Portland Eagles        | 60 | 39 | 21 | 0 | 281 | 216 | 78  |
| Seattle Ironmen        | 60 | 34 | 25 | 1 | 263 | 195 | 69  |
| Vancouver Canucks      | 60 | 30 | 29 | 1 | 267 | 287 | 61  |
| New Westminster Royals | 60 | 29 | 29 | 2 | 257 | 270 | 60  |
| Tacoma Rockets         | 60 | 16 | 42 | 2 | 223 | 324 | 34  |

#### South Division
|                         | GP | W  | L  | T | GF  | GA  | Pts |
| ----------------------- | -- | -- | -- | - | --- | --- | --- |
| Hollywood Wolves        | 60 | 43 | 16 | 1 | 238 | 138 | 87  |
| Los Angeles Monarchs    | 60 | 36 | 24 | 0 | 308 | 260 | 72  |
| San Diego Skyhawks      | 60 | 33 | 26 | 1 | 194 | 160 | 67  |
| Fresno Falcons          | 60 | 26 | 33 | 1 | 236 | 252 | 53  |
| Oakland Oaks            | 60 | 22 | 38 | 0 | 253 | 306 | 44  |
| San Francisco Shamrocks | 60 | 17 | 42 | 1 | 217 | 329 | 35  |